# フランチェスコ3世・デステ
フランチェスコ3世・デステ （イタリア語: Francesco III d'Este、1698年7月2日 - 1780年2月22日）は、モデナ＝レッジョ公。

## 生涯
リナルド3世・デステと妃カルロッタ・フェリーチタ（ブラウンシュヴァイク＝カレンベルク公ヨハン・フリードリヒの長女）の子としてモデナで生まれた。
在位中、モデナ公国はオーストリア継承戦争に巻き込まれ、フランチェスコは資金を得るためエステンセ美術館の所蔵品を売る羽目になった。君主として慎重な姿勢をとったが、財政政策はオーストリア全権大使ベルトラム・クリスティアーニに掌握されていた。彼の政策により、モデナの近代的改修、マッサ、カッラーラ、地中海をモデナとつなぐ軍道ヴィア・ヴァンデッリの建設がなされた。

## 家族
1721年、オルレアン公フィリップ2世の娘シャルロット＝アグラエ・ドルレアンと結婚。9子をもうけた。
- アルフォンソ（1723年 - 1725年）
- フランチェスコ・コンスタンティーノ（1724年 - 1725年）
- マリーア・テレーザ（1726年 - 1754年） - パンティエーヴル公ルイ・ジャン・マリー・ド・ブルボンと結婚
- エルコレ・リナルド（1727年 - 1803年） - モデナ公
- マティルデ（1729年 - 1803年）
- ベアトリーチェ（1731年 - 1736年）
- マリーア・フォルトゥナータ（1734年 - 1803年） - コンティ公ルイ・フランソワ2世妃
- ベネデット・フィリッポ（1736年 - 1751年）
- マリーア・エリザベッタ（1741年 - 1774年）

1761年に妃カルロッタが亡くなると、テレーザ・カステルベルコ、レナータ・テレーザ・ダラッチと2度貴賤結婚をした。